# 駒形町 (前橋市)
駒形町（こまがたまち）は、群馬県前橋市の地名。郵便番号は379-2122。2013年現在の面積は1.79km2。

## 地理
前橋市の南部、桃ノ木川が合流する地点の南の広瀬川右岸に位置している。

### 河川
- 広瀬川

## 歴史
江戸時代頃から明治時代にかけては「駒形新田」という地名だった。江戸時代は前橋藩領だった。
慶安元年に隣接する東善養寺村から移住が始まり、慶安4年（承応元年）に「駒形新田」として分村された。
江戸時代には前橋から五料関所を経て本庄で中山道と合流する「江戸道」（下りは「前橋道」）の宿場だった。
万延元年に大火に遭い、町内約200戸が焼失した。
正式な名称は「駒形新田」だったが、住民は駒形町や駒形宿、駒形駅などと呼んでいた。明治3年から数回にわたって駒形町への改称を申し立て、明治39年にようやく改称された。

### 年表
- 元亀元年（1570年） - 元来「駒形野」と呼ばれる原野だったが「駒形」に地名を改めたとされる（明治10年「郡村誌」[7]）
- 天正18年（1590年）から慶長年間（1596年 - 1615年） - 大胡藩主牧野氏の領内だったとされる（明治10年「郡村誌」[7]）が疑わしい[8]。
- 慶安元年（1648年） - 前橋藩主酒井忠清の命で、東善養寺村から4名の者が移住したことに始まるとされる（「駒形新田由来」[9][10]）。以降江戸時代を通じて前橋藩領だった[11]。
- 慶安4年（1651年） - 戸数が14軒となったため三郎右衛門を名主として正式に分村（「駒形新田由来」[9][10]）。
- 宝永7年（1710年） - 小屋原村泉蔵寺持ちであった駒形明神を氏神として貰い受ける（「駒形新田由来」[9][10]）。

- 明治22年（1889年）4月1日 - 町村制施行により、駒形新田は天川大島村、上大島村、女屋村、上長磯村、東上野村、野中村、下長磯村、小屋原村、下大島村、笂井村、上増田村、下増田村と合併し南勢多郡木瀬村が成立する。
- 明治29年（1896年）4月1日 - 南勢多郡と東群馬郡が統合し勢多郡となる。
- 明治39年（1906年） - 駒形新田から駒形と改称する[12]。
- 昭和32年（1957年）1月20日 - 勢多郡木瀬村、荒砥村が合併し城南村が成立する。その際、一部が東駒形となる。
- 昭和35年（1960年）4月1日 - 城南村の一部（駒形、東駒形）が前橋市へ編入される。そのため前橋市駒形町となる。その際、東駒形を合併する。
- 昭和55年（1980年） - 一部が山王町1-2丁目となる。

### 地名の由来
駒形新田の開拓以前から当地にある駒形神社に由来するという。

## 世帯数と人口
2024(令和6年)2月29日現在の世帯数と人口は以下の通りである。
| 町丁   | 世帯数    | 人口    |
| ------ | --------- | ------- |
| 駒形町 | 3,209世帯 | 6,988人 |

## 人物
- 木暮安太郎
- 小島三郎右衛門
- 駒形茂兵衛
- 竹本大國大夫
- 小島源三郎

## 小字
- 東高島
- 西高島
- 桃ノ井
- 上橋
- 北高砂
- 南高砂
- 三ッ俣
- 上流
- 善心塚
- 落合
- 一里塚
- 下流
- 一本松
- 東簗場
- 西簗場
- 中久保
- 清内
- 下橋
- 宮前
- 宮東
- 町尻
- 打越
- 増田境
- 東境
- 中島
- 宮子境

## 小・中学校の学区
市立小・中学校に通う場合、学区は以下の通りとなる。
| 番地 | 小学校             | 中学校             |
| ---- | ------------------ | ------------------ |
| 一部 | 前橋市立駒形小学校 | 前橋市立木瀬中学校 |
| 一部 | 前橋市立山王小学校 | 前橋市立第七中学校 |

## 交通

### 鉄道
最寄りの駅はJR駒形駅（小屋原町）。

### バス
群馬中央バス
大胡駅-駒形駅-高崎駅
(2024/03/31 路線廃止)

### 道路
北関東自動車道が通っており、駒形ICがある。国道はなく、県道は群馬県道40号藤岡大胡線と群馬県道2号前橋館林線、群馬県道104号駒形柴町線が通っている。

## 施設
- 前橋市立駒形小学校
- 前橋駒形郵便局 - 昭和42年（1967年）8月1日に前橋町尻郵便局として開設され、平成6年（1994年）11月14日に前橋駒形郵便局に改称された[15]。明治8年（1875年）に設置された駒形郵便局は昭和46年（1971年）に下大島町（現・山王町2丁目）に移転し前橋東郵便局となった。
- 前橋東警察署駒形町交番 - 明治23年（1890年）ごろに駒形新田駐在所として設置[16]。
- 群馬銀行駒形支店 - 前身は明治32年（1899年）開業の木瀬貯蓄銀行。大正10年（1921年）に上毛実業銀行に合併し、駒形支店となったのち、合併や改称を経て群馬銀行駒形支店となった[17]。
- 駒形町会議所
- 株式会社町田酒造店 - 駒形町には他にも馬場酒造・森本酒造の酒造業者があった[18]。
- 真楽寺 - 真言宗豊山派[19]。
- 駒形神社 - 祭神は保食神 / 豊受姫神[20]。旧社格は村社[21]。源頼朝の乗ってきた馬の蹄を神体として祀ったとの伝承がある[22]。「駒形牛頭天王の獅子頭 一対」は前橋市指定重要有形民俗文化財（昭和57年4月26日指定[23]）[24]。